# 超音速客機
超音速客機（SST）是指能够实现以超过音速飞行的民航飞机，历史至今仅有两种超音速客机曾经批量生产并投入商业营运，分别为英国、法国联合研制的协和飞机，以及蘇聯的Tu-144飞机，均在1960年代末出现。但超音速客机自问世以来一直备受成本效益、环境破坏等因素困扰，并未有大规模推广使用。图-144在1978年6月进行最后一次载客飞行后离开商业营运的舞台，而协和飞机在2003年11月26日進行最後一次的商業飛行。随着协和飞机的正式退役，自此世界上再没有提供商业营运的超音速客机。
但由于超音速客机比普通民航机具有更高的速度和效率，因此一直吸引着不少飞机制造商的注意和兴趣，而实际上对新一代超音速客机的摸索和研究并没有停止过。但以目前的航空技术，研发新一代经济、可靠的超音速客机尚会遇到不少挑战，主要是噪音严重（多由于音爆）、庞大的研发和生产成本支出、高油耗、高使用成本、高維修成本、对环境破坏的隐忧、對臭氧層構造的擾亂等。但目前隨技術進步，加上新興市場國家與傳統西方距離遙遠，小型超音速客機在惜時如金的私人飛機市場上已經出現一定的前景，使得超音速運輸方式以另一種面貌重新回歸。

## 发展历史

### 背景
1950年代起，随着亚音速喷气式客机的普及，波音707、道格拉斯DC-8、快帆（Caravelle）等喷气式客机趋于成熟，以及第一种实用化的超音速军用飞机——F100“超佩刀”战斗机的出现，民航界就不断追求飞行速度的提升，超音速客机在当时被普遍视为未来的发展路向，对超音速客机的市场前景也十分乐观。从当时的航空技术角度来看，超音速客机的构想是可以实现的，另一方面社会大众及航空公司对超音速客机普遍抱有正面的态度。有一点是各方都有共识的，就是超音速客机相当适合中长程的航线，如果飞机能比现有的亚音速客机速度提高两倍以上，将大大缩短长途飞行的时间，提高速度所带来的经济效益将大于燃油消耗的增加。理论上，相比普通亚音速客机，飞行速度高三倍的超音速客机，可以在相同时间内在同一条航线上运送同等数量或者更多的旅客，从而取代三架亚音速客机或腾出用于其他航线，并在人力和维护方面减低成本，因此以时间换取效益就是超音速客机的经济动力。

### 早期研究

#### 欧洲

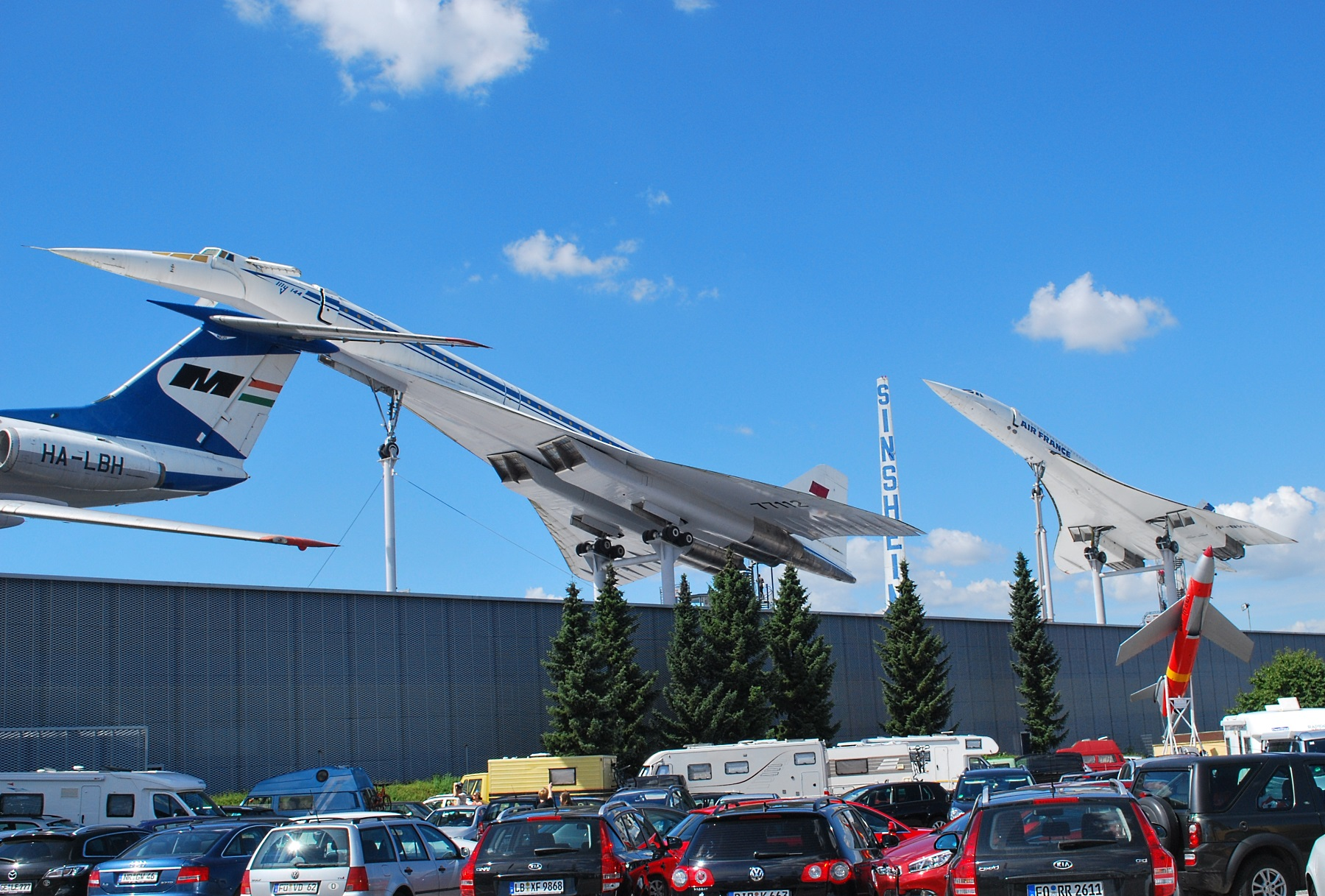
德国辛斯海姆汽車與技術博物館收藏的協和式客機和图-144

超音速客机的实际研究工作始于1950年代中期，当时第一代超音速战斗机正开始服役，航空技术对于超音速飞行有了更多的认识。在欧洲，英国和法国政府均以补贴的形式支持国内飞机制造商研究超音速客机的方案。1956年，英國政府成立了超音速运输飞机委员会（Supersonic Transport Aircraft Committee，STAC），联合了英国皇家飞机研究院（Royal Aircraft Establishment，RAE）和布里斯托飛機公司（Bristol Aeroplane Company）进行研究，开始探讨开发超音速客机的可行性，研究集中在超音速客机的技术问题和经济性问题。1959年，委员会得出了初步结论，认为超音速客机在技术上是可行的，超音速客机只有在相当的载客量的远程航线上运营才比较经济，航程以欧洲西海岸到美国东海岸为基准航线时，速度以2.2倍音速为宜。如果速度更低将难以保证在伦敦和纽约之间当天来回，大大减低超音速旅行的吸引力。速度更高将超过铝合金的耐热能力，需要采用不锈钢或钛，在技术上未知数太多。
當時英國的布里斯托飛機公司并根据委员会的建议，提出了布里斯托198（Bristol 198）计划，装备6具涡轮喷气发动机、可载130名乘客并以超音速进行跨大西洋飞行。但由于这种设计理论重量过高，而且装备6具发动机的经济性备受质疑，随后布里斯托飛機公司又推出了布里斯托198的缩小版本——布里斯托223（Bristol 223），設計是一種采用三角翼、装备4具发动机、巡航速度为2马赫、可載客约100人並能夠進行跨大西洋飛行的超音速客機。阿姆斯特朗-惠特沃斯飞机公司（Armstrong Whitworth Aircraft）更提出了一个更为激进的方案，这个方案采用M形机翼（M-wing），机翼从翼根开始前掠，到一半翼展以外改为后掠，并采用了按跨音速面积率的蜂腰设计。这种构型虽然前卫，但设计最高速度只有1.2马赫，最终不了了之。而此前加拿大阿弗洛公司（Avro Canada）也曾经几种超音速客机的设计方案予环球航空选择，其中包括了设计速度1.6马赫的S型前缘机翼方案，以及设计速度为1.2马赫、带有水平尾翼的三角翼方案，随后加拿大阿弗洛公司的设计团队和方案转往英国，并成为霍克·西德利公司的设计，但最后委员会选择了布里斯托的方案，霍克·西德利的超音速客机也就没有了下文。法国方面，以戴高乐总统为首的法国政府也大力支持法国的国营飞机制造厂研制超音速客机。法国南方飞机公司（Sud Aviation）和达索公司联合进行研究，提出了超級快帆（Super-Caravelle）的设计方案。“超级快帆”与布里斯托223十分相似，也是一種采用三角翼、巡航速度为2.2马赫、可載客约70人的中程超音速客機。
至1960年代初，英法两国开始就超音速客机计划达成共识并开展合作，主要是因为两国的设计方案十分接近，在速度、航程、气动布局等方面均有极大的相似性，合作研制有助于平均负担费用。另一方面，当时波音707、道格拉斯DC-8迅速占据欧洲民航客机市场的大量份额，法国总统戴高乐不愿意看见欧洲市场被美国飞机制造商垄断，因此也鼓励两国合作，加快研发进度，争取在美国的超音速客机出现之前抢占市场。在法国总统戴高乐和英国首相麦克米伦提议下，合作計劃草案於1962年11月28日正式签订，最终成就了协和飞机（Concorde）的出现。

#### 苏联
苏联的超音速客机研制计划在1960年代初开始，1963年经赫鲁晓夫和苏联部长会议批准后正式立项，由图波列夫设计局负责，定型为图-144，起步较协和飞机晚了两年。图-144在1968年12月首飞，比协和飞机早了两个月。1969年6月首次达到超音速，成为世界上第一种超音速客机。而协和飞机在1969年3月首飞，同年10月进行首次超音速飞行。

#### 美国
作为一个超级大国，美国已经在1950年代的喷气式客机的市场上先夺头筹，对超音速客机也是雄心勃勃，波音公司也早在1952年起开始对超音速客机展开研究工作。来自欧洲、苏联的挑战也令美国政府不敢怠慢，美国太空总署也在1962年启动了“超音速航空运输”（Supersonic Commercial Air Transport，SCAT）计划，自行研究超音速客机。1963年6月5日，时任美国总统肯尼迪正式成立“国家超音速客机计划”（National Supersonic Transport，NST），并承诺美国政府将资助超音速客机研制经费的75%，意图研制出比协和飞机、图-144更先进、载客量更大、速度更快、航程更远的超音速客机。设计请求相继发往美国各主要飞机制造商，竞争厂商包括波音、洛歇、北美航空，从而出现波音2707和洛歇L-2000这两个最著名的设计方案，1966年美国联邦航空局选定了波音2707作进一步的发展。

#### 挑战

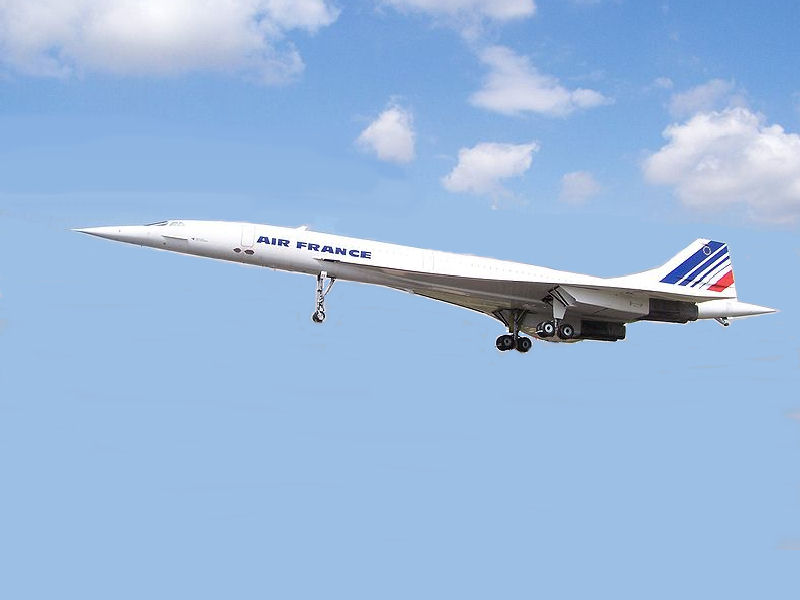
法国航空的协和飞机

1960年代是一个动荡、嬉皮士的年代，环境保护的意识正同时在美国和欧洲在抬头，公众反对超音速飞机造成音爆、破坏臭氧层的抗议越来越激烈。一名反对超音速客机的美国物理学家，威廉姆·舒克利夫（William Asahel Shurcliff），编写和发布了一本名为《超音速客机与音爆手册》（SST and Sonic Boom Handbook）的书籍之后，声称超音速客机每一次飞行都会造成一个长2000英里、宽50英里的音爆区（bang-zone）。1971年，尽管超音速客机计划受到美国总统尼克松支持，但美国参议院、美国国会均否决了进一步拨款，取消了波音2707的研发，与此同时也打击了协和飞机。最初以“跨大西洋超音速运输飞机”为目标而研制的协和飞机，被美國國會决议禁止在美國著陸。1976年，美国的态度才开始软化，开通了伦敦、巴黎—华盛顿的定期航班。1977年10月，纽约的禁令才正式解除，同年11月正式开通了伦敦、巴黎—纽约的定期航班。
图-144虽然抢先与协和飞机首飞，但问题不少，反而晚于协和飞机投入商业营运。一架图-144在1973年的巴黎航空展坠毁，以及各种故障都多次推迟飞机投入营运。图-144在1977年12月开始载客营运，开通莫斯科—阿拉木图的超音速航线，但短短六个月后就停止了定期载客航班。

### 先进超音速客机（AST）
1970年代中后期，当航空技术日益进步，超音速飞行对环境影响的指控被证明是夸大其词，第二代超音速客机的研发开始浮出水面。虽然1970年代初的环境并不利于超音速客机，但美国的研究实际上仍然一直进行。三家主要的飞机制造商，包括波音、麦道、洛歇，均一直接受政府的资助。据统计，在1970年代美国太空总署已经花费了超过900万美元投入研究，其中过半用于资助上述三家公司。美国的第二代超音速客机以“先进超音速客机”（Advanced Supersonic Transport，AST）为名，三家公司都提出了自己的方案。波音、洛歇分别以波音2707、洛歇L-2000为基础进行改进，道格拉斯则推出DC-AST方案，而三个方案均大同小异，但尺寸比第一代要大得多，目标载客300人以上，而且速度更高，DC-AST设计速度为2.2马赫，而洛歇、波音的设计更分别追求2.55马赫和2.7马赫，更大范围的使用钛合金。第二代超音速客机并以减轻噪音、提高燃油效率为目标，设想使用通用电气的变循环发动机（Variable-cycle engine，VCE）。与此同时，苏联的图波列夫设计局也推出图-244的构想，目标载客250至320人，巡航速度2.2马赫，最大航程达9200公里，但没有太多实际进展。
然而时移世易，此时超音速客机在经济性方面已经难以和普通高亚音速客机竞争。当超音速客机在1960年代出现的时候，主要的竞争对手是以波音707为代表、载客100至200人的远程亚音速客机，以速度和载客量来衡量，超音速客机仍然有一定优势。但随着以波音747为代表、载客300至400人的新一代亚音速宽体客机在1970年代起迅速普及，若从人均飞行成本的角度超音速客机已经完全不具备优势。另一方面，在现有的技术上超音速客机在航程仍然难以和亚音速客机匹敌，随着涡轮风扇发动机自1960年代以来的广泛运用和日益提升的涵道比，其燃油效益已非此前的涡轮喷气发动机所相比。因此，要实现超音速飞行无可避免要在经济性上打折扣，成本效益更好的宽体亚音速客机更能获得航空公司的青睐，最终“先进超音速客机”的计划也在1980年代中取消。

### 高速民用运输机计划（HSCT）
美国国家航空航天局于1990年啟動了“高速民用运输机”计划（High Speed Civil Transport，HSCT），以改进超音速客機設計为目标。美国国家航空航天局联合了波音和麦道，花费了超过九年时间，投放了过10亿美元。设计指标为载客250至300人、2倍音速，务求令超音速客机的机票价格不会高于普通航班超过20%。俄羅斯在1990年代中期為一架圖-144重新裝上新发动机，为HSCT计划進行實驗以收集数据。
但经济性仍然是航空公司最大的考虑因素，HSCT的推广欠缺市场反应。1990年代末，已经收购了麦道的波音公司开始考虑是否继续投资在这项计划，后来表示将暂缓这个计划，或许会到适当时候，或2020年再启动。随着波音的退出，美国国家航空航天局在1999年2月取消了HSCT，转而为国际空间站增加6亿美元资金。

### 歐洲超音速研究計劃（ESRP）
1994年4月，法國宇航、英國宇航及德国戴姆勒克莱斯勒宇航（DaimlerChrysler Aerospace）成立了“歐洲超音速研究計劃”（European Supersonic Research Program ，ESRP），研发第二代的协和飞机，並計劃於2010年投入服務，飛機被稱為“未來超音速客机”（法語：Avion de Transport Supersonique Futur）。同時，斯奈克玛公司、劳斯莱斯、MTU航空发动机公司（MTU Aero Engines）及菲亚特集团於1991年開放合作共同为新一代超音速客机開發配套的发动机。计划投資額限定不超過每年1200萬美元，主要是由几家公司共同投资，研究内容包括材料、空氣動力學、系統及发动机集成以作為參考配置。ESRP的计划是一种巡航速度为2馬赫、载客250人、航程10,186公里（5500海里）的超音速客机，从外观上类似一架带有前鸭翼、加大版的协和飞机。ESRP已经已经完成初步设计，并利用小比例模型进行过风洞测试。

### 零排放超音速客机（ZEHST）
在1990年代初，日本政府就把开发第二代超音速客机设定为重要的技术战略之一。日本宇宙航空研究開發機構（JAXA）发起的“次世代超音速客機”（National Experimental Airplane for Next Generation Supersonic Transport，NEXST）開發計劃於2002年正式启动，致力於研制新一代的超音速客機，设计指标为载客300人、速度2马赫、比协和飞机节约75%燃料并多两倍的航程，期望能於2015年進行首飞。該計畫曾在2002年時發生過測試意外——2002年7月14日，日本團隊在澳洲南部的武麥拉測試場（Woomera Test Range）以一具1/10（約11.5公尺長）的縮比模型進行首次的試射，但以火箭籌載的測試模型在发射升空后不久就失控墜毀。事後日本團隊不願針對失敗原因發表評論，但長達半年的準備工作卻付之一炬。
2005年6月，法国和日本在巴黎航空博览会上正式签署合作协议，将NEXST项目扩展至两国合作，由兩國的合資公司共同研製。2005年10月10日，JAXA在澳大利亚西部荒漠伍默拉试验场再次试飞超音速客机的1：10模型，并取得成功。原型机由日本三菱重工业公司研制，全长11.5米，仅重2吨。
经过5年联合研制，代表法国参与研制项目的欧洲宇航防务集团（EADS）於2011年的巴黎航空展中，宣布推出“零排放超音速客机”（Zero Emission Hypersonic Transportation，ZEHST）的概念机，这种新型客机长约80米，翼展在35米至40米之间，最高巡航速度达4马赫（约5000公里/小时）。飞机采用四种发动机，分别为两台使用生物燃料的涡轮喷气发动机、两台使用液态氢氧燃料的助推火箭发动机、一台低温火箭发动机和两台使用液态氢的冲压发动机。在不同飞行阶段，ZHEST使用不同类型发动机。起飞阶段由涡轮喷气发动机将飞机推升到距地面5公里的空中，飞行速度达到0.8马赫；然后切换至火箭发动机，将飞机推送到距地面20公里的高空，飞行速度达到2.5马赫；最后切换成冲压发动机，加速至4马赫，飞机升至距地面32公里的高空进行超高音速巡航。這種飛機可以搭乘50至100名旅客，从巴黎飞东京只需2.5小时。ZHEST預計在2020年開始進行測試飛行，並期望能在2050年投入使用。

### 超音速商務噴射機（SSBJ）

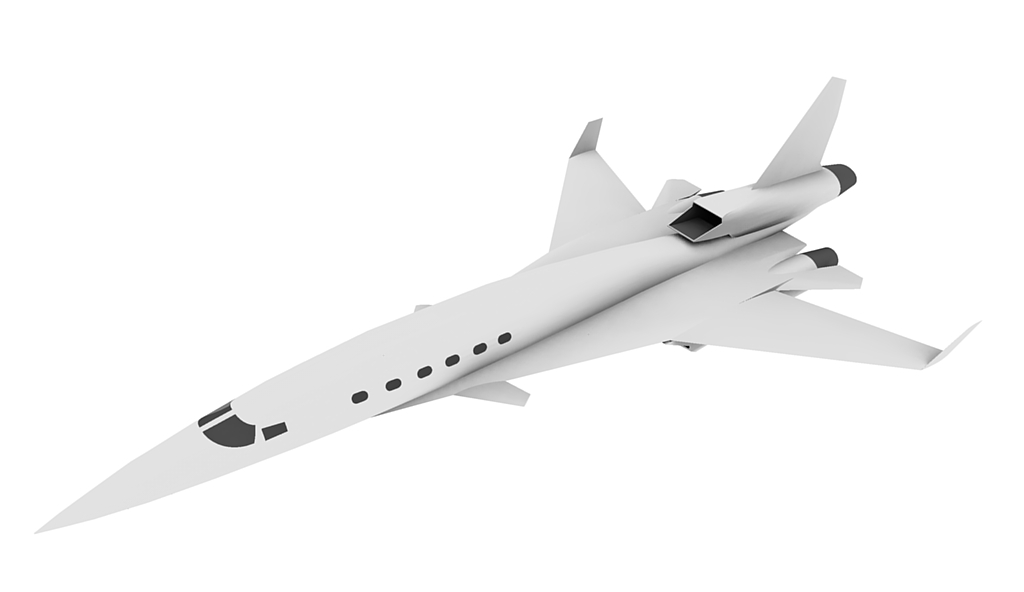
苏霍伊和湾流合作的S-21公务喷气机

另一個备受关注的研究領域是超音速商務噴射機（Supersonic business jet，SSBJ）。音爆的强度除了和飞机的速度有关，也和飞机的大小成正比，所以小型喷气机的噪音问题相对大型民航机轻微得多。另一方面，能拥有商務噴射機不外乎是企业高管和政府机构，正如协和飞机的座上客，这些乘客通常十分愿意付出更多金钱来换取減少飛行時間。
俄罗斯著名战斗机制造商蘇霍伊與美国商務噴射機制造商灣流宇航在1990年代中期曾共同研究，達梭航太於2000年代初进入这个领域，但至今仍然未有机型投产。目前最新的SSBJ計劃包括美国Aerion公司的Aerion SBJ、超音速宇航國際和洛歇馬丁合作的静音超音速运输机（SAI Quiet Supersonic Transport），及圖波列夫設計局的圖-444。

### 雲霄塔太空飞机（Skylon）
英国Reaction Engines公司在在英国航天局的协助下，正在研发一种名为“雲霄塔”（Skylon）的太空飞机，最高速度5馬赫（約6125公里/小時）、可容纳40名乘客、使用无碳燃料，发动机从大气中吸收氧气和氢气作燃料，并以单级入轨方式进入近地轨道。如果这种飞机研制成功，将大大缩短长途航空的旅行时间，从欧洲布魯塞爾前往悉尼只需4.6小時。

### Boom Overture
於2014年成立的美國Boom Supersonic研發名為Overture的超音速客機，並計劃於2019年推出1:3比例原型機XB-1，Boom設想Overture能以2.2馬赫（2715公里/小時）的速度飛行，比協和式飛機快10%左右，機艙可容納55名乘客，全商務艙設計。

## 技术挑战

### 空气动力学

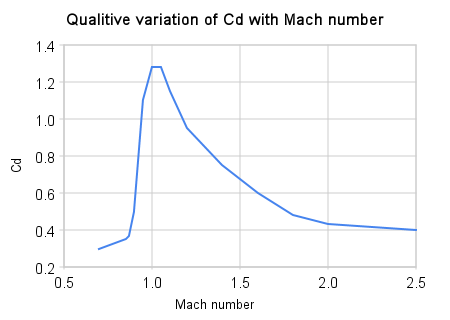
阻力系数与音速的关系示意图，可以明顯看到超音速巡航設定在2.15馬赫的原因

气流作用为飞机提供升力的同时也带来阻力，当飞机以音速以下的速度飞行时，飞行阻力会和阻力系数、空速的二次方和空气密度成正比。超音速飞机的阻力除了包含了亚音速飞机同样遇到的摩擦阻力、压差阻力、诱导阻力、干扰阻力外，还有一项特别的激波阻力。当物体以音速或超音速运动时，空气的性质会改变。飞机飞行时会对前方空气产生压缩，形成的压力波（扰动波）以音速传播。在0.8马赫之1.2马赫之间的跨音速阶段，如果压力波的传播速度等于或小于飞机前进速度，导致后续时间的压力就会和已有的压力波叠加在一起，空气遭到强烈的压缩，阻力系数峰值会比0.8马赫以下时大四倍，从而形成了激波和音障。在超过1.2马赫之后，阻力系数反而逐步下降，和速度成反比，大约只比亚音速阶段高30%至50%。
因此，超音速飞机设计的首要考虑因素是降低飞机自身的阻力系数，将飞机尽量设计成流线型，机头设计成锥型而非钝形，以避免在跨音速阶段形成波阻极大的正激波。此外超音速飞机的巡航高度通常比亚音速飞机更高，利用空气密度较低的空层以减少面对的空气阻力。另一方面，超音速飞机需要更强大的动力来突破音障。
超音速飞行的特性也决定着机翼的升阻比。超音速飞行时机翼产生升力的效率会比亚音速时低，同时机翼也会成为阻力的来源。因此超音速飞机的机翼升阻比一般较小，以2马赫实现超音速巡航的飞机，其典型升阻比大约仅为亚音速飞机的一半，尽可能满足升力的同时也减少阻力。以协和飞机为例，展弦比为1.7，翼根相对厚度为3%，翼尖为2.15%，使其超音速飞行时的升阻比达到7.7，亚音速时升阻比达到12.8。而其他亚音速客机，如波音747、麦道DC-10、空中客车A320的巡航升阻比普遍约为17。

### 发动机
用于亚音速飞行和超音速飞行的喷气发动机具有相当的差异。特别为超音速飞行状态最佳化的喷气发动机，能够在超音速飞行时提供较高的燃油效率，但随着速度的提升，燃油消耗率（SFC）仍然会相应增长。
当第一代超音速客机在1960年代面世时，亚音速客机仍然使用涡轮喷气发动机。为了适应超音速飛行的需要，因此迎风面积較小、低涵道比的涡轮喷气发动机是最佳選擇，以減少阻力及產生達超音速的排氣速度，而油耗較低和噪声较少的高旁通比涡轮风扇发动机則不适合用于超音速客机。由勞斯萊斯和斯奈克玛公司联合为协和飞机研製研制的奥林匹斯593 Mk 610型涡喷发动机，即属于专为超音速飞行而优化的发动机，这是当时世界上推力最大涡喷发动机。当协和飞机以2马赫速度进行超音速巡航时，奥林匹斯593型是世界上效率最高的涡轮喷气发动机。但随着涡扇发动机自1970年代以来的广泛运用和日益提升的涵道比，其燃油效益已非此前的涡轮喷气发动机所相比。然而由于涡扇发动机迎风面积大，因此高涵道比的涡扇发动机并不适合超音速客机使用，一般来说超音速飞机的发动机涵道比约0.45是属于一个理想的情况，而亚音速客机所使用的高涵道比发动机一般为2.0或更大。
目前超音速客机的另一個研究領域是脉冲爆震发动机（Pulse detonation engine，PDE）。这是一种基于爆震燃烧原理的新概念发动机，比現有的涡轮风扇发动机能提供更高的效率。美国国家航空航天局一直进行對脉冲爆震发动机的研究工作，预计采用脉冲爆震发动机的超音速客机将可达到5馬赫的速度。2008年1月，美国太空总署利用一架改装脉冲爆震发动机的美国缩尺复合体公司（Scaled Composites）Long-EZ小型飞机进行了首次试验飞行并获得成功，虽然总共仅历时十秒，但对于验证这项技术的可行性具有重要意义。

### 音爆
即使超音速飞机在高空飞行，产生的音爆仍然是一个很严重的问题。1960年代中，美国进行的俄克拉何马市声爆试验，以及美国空军的XB-70轰炸机试验均证明了这个特性。
为了消除音爆的影响，超音速客机可以在到达海面上空之后才加速突破音障，而在内陆上空保持亚音速飞行，避免噪音对公众造成滋扰，这也是协和飞机一贯的做法。但相比亚音速客机，超音速客机由于拥有升阻比较低的机翼、为超音速巡航而优化的发动机，除非使用一些特别的技术（如可變後掠翼），否则亚音速飞行时的效率仍然相对差得多，并消耗更多的燃油，导致经济性奇差。
1970年代初在研究激波特性的时候，美国太空总署和康乃尔大学的研究发现，可以对机身进行精细的调整，利用机身各部位产生的激波在相位上的差异，诱使它们互相抵消，使传递到地面的N形波的强度减小，减低音爆的影响。但由于当时技术上的限制，难以进行实验。2001年，美国太空总署和诺斯洛普·格鲁门公司、国防预先研究计划局（DARPA）合作，启动（Shaped Sonic Boom Demonstration）计划。2003年，一架机身经过改造的F-5E战斗机进行试验并获得成功，其降低声爆理论已被验证。美国太空总署希望这项技术能在未来运用至商用和军用超音速飞机。

## 参看
- 超音速
- 亚音速
- 超高音速
- 超音速巡航